# Puchar Spenglera 2003
Puchar Spenglera 2003

## Faza Grupowa
L = lokata, M = liczba rozegranych spotkań, W = Wygrane (ogółem), P = Porażki (ogółem), R = Remisy, G+ = Gole strzelone, G- = Gole stracone, Pkt = Liczba zdobytych punktów +/- Różnica bramek
| L  | Drużyna            | M | Pkt | W | R | P | G+ | G- | +/- |
| -- | ------------------ | - | --- | - | - | - | -- | -- | --- |
| 1. | HC Davos           | 4 | 6   | 3 | 0 | 1 | 21 | 12 | +9  |
| 2. | Team Canada        | 4 | 6   | 3 | 0 | 1 | 17 | 14 | +3  |
| 3. | Łokomotiw Jarosław | 4 | 4   | 2 | 0 | 2 | 10 | 13 | -3  |
| 4. | Jokerit            | 4 | 2   | 1 | 0 | 2 | 7  | 10 | -3  |
| 5. | Krefeld Pinguine   | 4 | 2   | 1 | 0 | 3 | 11 | 17 | -6  |

26 grudnia:
- HC Davos - Jokerit 4:1
- Team Canada - Krefeld Pinguine 3:2

27 grudnia:
- Krefeld Pinguine - Jokerit 2:4
- HC Davos - Łokomotiw Jarosław 2:5

28 grudnia:
- Krefeld Pinguine - Łokomotiw Jarosław 5:2
- Jokerit - Team Canada 2:4

29 grudnia:
- Team Canada - Łokomotiw Jarosław 6:3
- HC Davos - Krefeld Pinguine 8:2

30 grudnia:
- HC Davos - Team Canada 7:4
- Łokomotiw Jarosław - Jokerit 3:1

## Finał
31 grudnia:
- HC Davos - Team Canada 4:7

## Ostateczna kolejność
| M | Nazwa klubu        |
| 1 | Team Canada        |
| 2 | HC Davos           |
| 3 | Łokomotiw Jarosław |
| 4 | Jokerit            |
| 5 | Krefeld Pinguine   |